# Luxembourg Rundt 2016
Luxembourg Rundt 2016 var den 76. udgave af det luxembourgske landevejscykelløb. Løbet foregik i perioden 1. til 5. juni 2016. Løbet var en del af UCI Europe Tour 2016 og var i kategorien 2.HC.

## Hold og ryttere
| UCI World Teams BMC Racing Team Orica-GreenEDGE                                      | Lotto-Soudal Tinkoff                               | IAM Cycling                         |
| Professionelle kontinentalhold Cofidis Fortuneo-Vital Concept Stölting Service Group | Topsport Vlaanderen-Baloise Roompot-Oranje Peloton | Wanty-Groupe Gobert ONE Pro Cycling |
| Kontinentalhold Leopard Pro Cycling                                                  | Differdange-Losch                                  | Wallonie Bruxelles-Group Protect    |

### Danske ryttere
- Rasmus Guldhammer kørte for Stölting Service Group
- Mads Pedersen kørte for Stölting Service Group
- Michael Reihs kørte for Stölting Service Group
- Christopher Juul-Jensen kørte for Orica-GreenEDGE
- Magnus Cort kørte for Orica-GreenEDGE
- Chris Anker Sørensen kørte for Fortuneo-Vital Concept
- John Ebsen kørte for ONE Pro Cycling
- Martin Mortensen kørte for ONE Pro Cycling
- Patrick Olesen kørte for Leopard Pro Cycling

## Etaperne
| Etape    | Dato    | Start – Mål              | type          | Afstand (km) | Etapevinder      | Førende rytter     |
| -------- | ------- | ------------------------ | ------------- | ------------ | ---------------- | ------------------ |
| Prolog   | 1. jun. | Luxembourg – Luxembourg  | prolog        | 2,9          | Jempy Drucker    | Jempy Drucker      |
| 1. etape | 2. jun. | Luxembourg – Hesper      | flad etape    | 170,6        | André Greipel    | Jempy Drucker      |
| 2. etape | 3. jun. | Rouspert – Schifflange   | kuperet etape | 162,8        | Philippe Gilbert | Maurits Lammertink |
| 3. etape | 4. jun. | Eschweiler – Differdange | kuperet etape | 177,4        | Anthony Turgis   | Maurits Lammertink |
| 4. etape | 5. jun. | Mersch – Luxembourg      | kuperet etape | 178,2        | Philippe Gilbert | Maurits Lammertink |

## Trøjernes fordeling gennem løbet
| Etape  | Etapevinder      | Førertrøjen        | Pointtrøjen      | Bjergtrøjen     | Ungdomstrøjen      | Holdkonkurrencen |
| ------ | ---------------- | ------------------ | ---------------- | --------------- | ------------------ | ---------------- |
| Prolog | Jempy Drucker    | Jempy Drucker      | ikke uddelt      | ikke uddelt     | Maurits Lammertink | BMC Racing Team  |
| 1      | André Greipel    | Jempy Drucker      | André Greipel    | Thomas Deruette | Maurits Lammertink | BMC Racing Team  |
| 2      | Philippe Gilbert | Maurits Lammertink | Philippe Gilbert | Thomas Deruette | Maurits Lammertink | Orica-GreenEDGE  |
| 3      | Anthony Turgis   | Maurits Lammertink | Philippe Gilbert | Brice Feillu    | Maurits Lammertink | Cofidis          |
| 4      | Philippe Gilbert | Maurits Lammertink | Philippe Gilbert | Brice Feillu    | Maurits Lammertink | Cofidis          |
| Samlet | Samlet           | Maurits Lammertink | Philippe Gilbert | Brice Feillu    | Maurits Lammertink | Cofidis          |

## Resultater
|     | Rytter                  | Hold                        | Tid      |
| --- | ----------------------- | --------------------------- | -------- |
| 1.  | Maurits Lammertink      | Roompot Oranje Peloton      | 16:28.21 |
| 2.  | Philippe Gilbert        | BMC Racing                  | + 0.09   |
| 3.  | Alex Kirsch             | Stölting Service Group      | + 0.19   |
| 4.  | Anthony Turgis          | Cofidis                     | + 0.22   |
| 5.  | Christopher Juul-Jensen | Orica GreenEDGE             | + 0.24   |
| 6.  | Pieter Vanspeybrouck    | Topsport Vlaanderen-Baloise | + 0.28   |
| 7.  | Marco Marcato           | Wanty-Groupe Gobert         | + 0.32   |
| 8.  | Huub Duyn               | Roompot Oranje Peloton      | + 0.37   |
| 9.  | Gaëtan Bille            | Wanty-Groupe Gobert         | + 0.48   |
| 10. | Nicolas Edet            | Cofidis                     | + 0.52   |